# حفراه
حفراه یک منطقهٔ مسکونی در امارات متحده عربی است که در فجیره واقع شده‌است. حفراه ۶۱ متر بالاتر از سطح دریا واقع شده‌است.